# Schizocosa subpersonata
Schizocosa subpersonata är en spindelart som först beskrevs av Simon 1910.  Schizocosa subpersonata ingår i släktet Schizocosa och familjen vargspindlar.
Artens utbredningsområde är Namibia. Inga underarter finns listade i Catalogue of Life.